# Violeta Lagunes Viveros
Violeta del Pilar Lagunes Viveros (12 de octubre de 1971) es una política y abogada mexicana. Ha sido diputada federal por el Partido Acción Nacional.
Lagunes tiene una Maestría en Derecho Constitucional, se ha desempeñado como Secretaria en funciones de magistrada federal y Secretaria de Estudio y Cuenta del Tercer Tribunal Colegiado del Sexto Circuito del estado de Puebla, y coordinadora de Reglamentos y Dictámenes así como asesora jurídica del Ayuntamiento de Puebla de Zaragoza.
Electa diputada federal por el IX Distrito Electoral Federal de Puebla a la LX Legislatura de 2006 a 2009, cobró notoriedad cuando el 28 de noviembre de 2006 durante el enfrentamiento de los Diputados panistas y perredistas por el control de la tribuna de la Cámara de Diputados, defendió el control panista de la tribuna a botellazos contra el intento del Diputado del PRD, Víctor Varela López de subirse al espacio de la Presidencia de la Cámara. Permaneció en el cargo de diputada federal hasta el 1 de abril de 2009 cuando solicitó licencia al ser designada como delegada de la Secretaría del Trabajo y Previsión Social en el estado de Puebla.